# Brachypremna breviterebra
Brachypremna breviterebra är en tvåvingeart som beskrevs av Alexander 1944. Brachypremna breviterebra ingår i släktet Brachypremna och familjen storharkrankar. Inga underarter finns listade i Catalogue of Life.